# Remington MSR

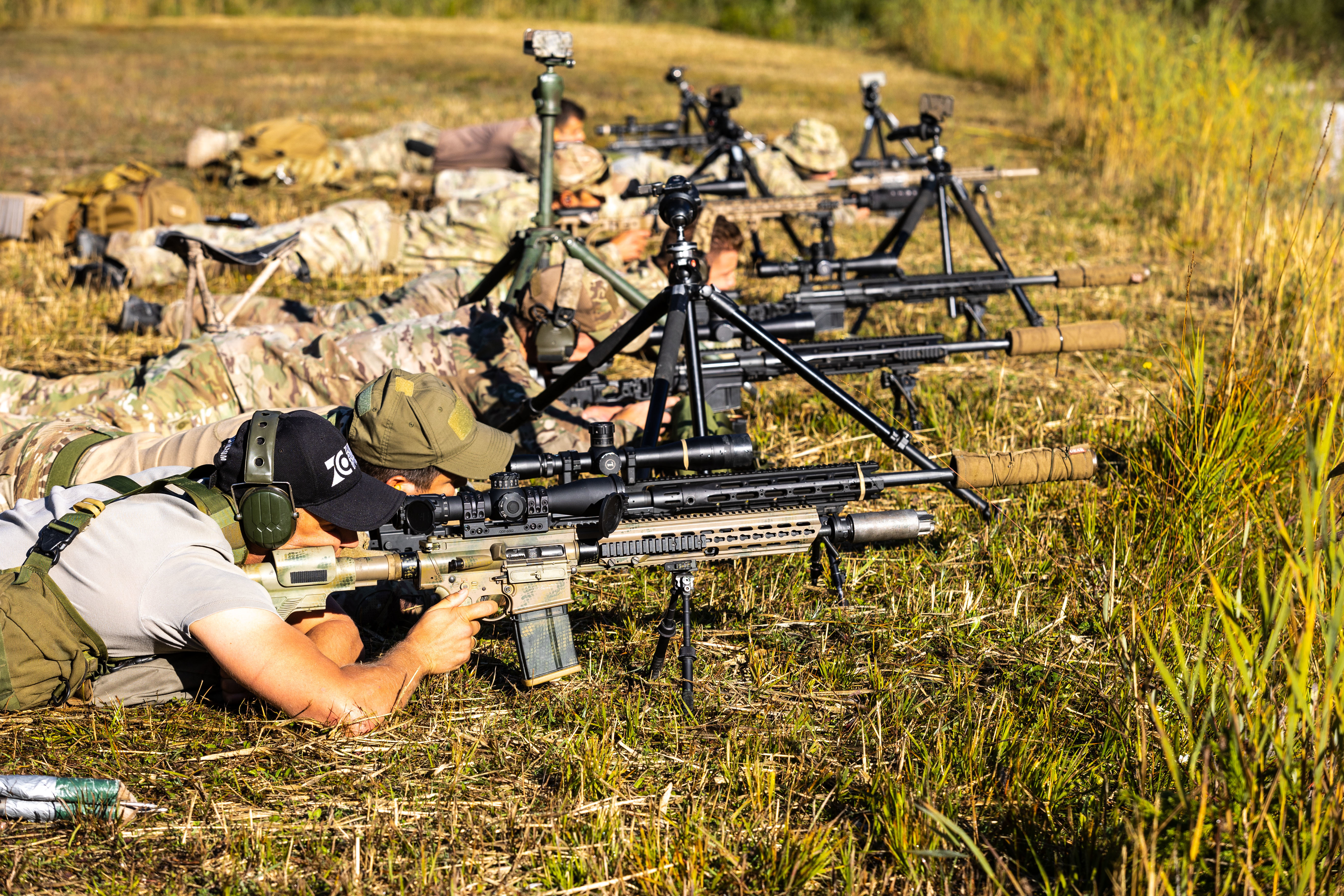
Vorne ein HK417 (hell), direkt dahinter ein MSR (schwarz)

Das Remington MSR ist ein Scharfschützengewehr des US-amerikanischen Herstellers Remington Arms Company, Inc.
MSR steht für Modular Sniper Rifle. Das MSR ist kompatibel mit dem Kaliber .338 Lapua Magnum, .300 Winchester Magnum, .338 Norma Magnum und 7,62 × 51 mm NATO. Dabei muss das Magazin, der Lauf und der Repetierverschluss ausgewechselt werden um zwischen den Kalibergrößen zu variieren. Das Remington MSR ist ein Repetiergewehr, die leeren Hülsen werden durch Repetieren des Verschlusses ausgeworfen und eine neue Patrone aus dem Magazin nachgeladen.
Die effektive Reichweite liegt laut Hersteller bei 1500 m. Die Reichweite variiert je nach Größe des verwendeten Kalibers. Eine Besonderheit des Remington MSR stellt seine einklappbare Schulterstütze dar. Diese ermöglicht einen Einsatz auf kurze Distanz und erleichtert den Transport der Waffe. Die Waffe kann für zivile Zwecke in den USA erworben werden und kostet etwa 3.500 US-Dollar.